# San Miguel de las Piedras Segunda Sección
San Miguel de las Piedras Segunda Sección es una localidad de México localizada en el municipio de Tula de Allende en el estado de Hidalgo.

## Geografía
Se encuentra en la región geográfica del Valle del Mezquital. Le corresponden las coordenadas geográficas 20° 06’ 14.5567” de latitud norte y 99° 24’ 49.011” de longitud oeste, con una altitud de 2063 m s. n. m. Cuenta con un clima templado subhúmedo con lluvias en verano, de menor humedad.
En cuanto a fisiografía se encuentra en la provincia de la Eje Neovolcánico, dentro de la subprovincia de Llanuras y Sierras de Querétaro e Hidalgo; su terreno es de lomerío. En lo que respecta a la hidrografía se encuentra posicionado en la región del Pánuco, dentro de la cuenca del río Moctezuma, en la subcuenca del río Tula.

## Demografía
En 2020 registró una población de 677 personas, lo que corresponde al 0.59 % de la población municipal. De los cuales 326 son hombres y 351 son mujeres.
| Gráfica de evolución demográfica de San Miguel de las Piedras Segunda Sección entre 2000 y 2020 |
|                                                                                                 |
| Población de los censos y conteos del Instituto Nacional de Estadística y Geografía (INEGI).    |